# Кургани (Гомельська область)
Кургани (біл. Курганы) — селище в Тереницькій сільській раді Гомельського району Гомельської області Республіки Білорусь.

## Географія

### Розташування
За 18 км від залізничної станції Якимівка (на лінії Калинковичі — Гомель), 25 км на захід від Гомеля.

## Гідрографія
На річці Уза (притока річки Сож); на півночі меліоративні канали.

## Транспортна мережа
Поруч автошлях Жлобин — Гомель. Планування складається з прямолінійної вулиці, яка орієнтована з південного сходу на північний захід. Забудова двостороння, дерев'яна, садибного типу.

## Історія
Заснований на початку XX століття переселенцями із сусідніх сіл. Найбільш активна забудова припадає на 1920-ті роки. 1926 року в Уваровицькому районі Гомельського округу. 1929 року жителі вступили до колгоспу. Під час німецько-радянської війни 25 мешканців загинули на фронті. 1959 року у складі колгоспу імені Суворова (центр — село Рудня Телешевська).
До 1 серпня 2008 року у складі Телешівської сільської ради.

## Населення

### Чисельність
- 2009 — 39 мешканців.